# شغل كهربائي
الشغل الكهربائي ينجز على الجسيمات المشحونة بواسطة حقل كهربائي. هذه الطاقة مشابهة للشغل الميكانيكي في تلك المعادلة وتكون على الشكل التالي:
{\displaystyle W=q\int _{i}^{f}E\cdot \,dr}
حيث أن
q هي الشحنة للجسيم
E هي قوة الحقل الكهربائي
r هي المسافة